# Homem de Lagoa Santa

Crânio do homem de Lagoa Santa

Homem de Lagoa Santa, também conhecido como Apiúna o nome dado ao crânio descoberto em 1840 por Peter Wilhelm Lund (Peter Lund) na gruta do Sumidouro, na cidade de Lagoa Santa (Minas Gerais). Estima-se que viveu pelo menos há 11 mil anos.